# انتخابات الهيئة التأسيسية لصياغة مشروع الدستور الليبية 2014
انتخابات الهَيئة التأسيسية لصياغة مشروع الدستور وتعرف أيضًا باسم انتخابات لجنة الستين هي انتخابات جرت بليبيا في 20 فبراير 2014. بدأ الترشح لانتخابات الهيئة التأسيسية في السادس من أكتوبر 2013؛ جرت انتخابات اللجنة لتتألف من 20 عضوًا لكل إقليم من أقاليم ليبيا الثلاثة: طرابلس، برقة وفزان. الإعلان الدستوري الصادر في أغسطس 2011 من قبل السلطة العليا السابقة المجلس الوطني الانتقالي قد نصّ على أن المؤتمر الوطني العام هو من يعيّن لجنة الستين؛ غير أن المؤتمر الوطني صوت لإجراء انتخاب للجنة الستين كما جاء في التعديل الأخير للإعلان الدستوري قبل انتخاب المؤتمر. مهمة الهيأة هي صياغة مشروع دستور دائم لليبيا، تقوم بعد إنهائه بطرحه في استفتاءعام. بحلول أوائل يناير 2014، قام 1,001,910 ناخب بالتسجيل للانتخابات عبر الرسائل النصيّة القصيرة.
بعثة الأمم المتحدة للدعم في ليبيا قد جددت دعمها للعملية الانتخابية، كما فعلت مع انتخابات المؤتمر الوطني العام التي كانت قد جرت سنة 2012.

## القانون الانتخابي
كُوِنَت لجنة من ثلاثة أشخاص من قبل المؤتمر الوطني العام في 13 فبراير 2013 لكتابة مسودة قانون الإنتخابات. يمثل أعضاء اللجنة البرلمانية الثلاثة الأقاليم التاريخية الليبية: طرابلس، برقة، وفزان، رفقة مجلس استشاري للجنة به شخص يمثل كل دائرة انتخابية من أصل 13 دائرة.

## الحملة الانتخابية
جرت الانتخابات بمقاطعة المجموعات العرقية لمكونّي الأمازيغ والتبو، على الرغم من أن 14 مُرشحًا تَبَاوي قد خاضوا الانتخابات. الجمعية الوطنية التباوية أعلنت في أبريل أنها ستشارك في التنافس على مقاعد الهيأة.
إعادة الانتخاب في بعض المناطق عقدت في 26 فبراير 2014 بسبب عراقيل في يوم الانتخاب.

## النتيجة
في 26 فبراير 2014، أعلن عن النتائج الأولية لـ10 دوائر انتخابية في أنحاء ليبيا، متعلقة بـ39 مقعًدا في الهيأة التأسيسية. نتائج 47 مقعدًا من الـ60 كان قد أعلن عنها في 2 مارس 2014.